# Adalbert Freiherr von Poschinger-Bray

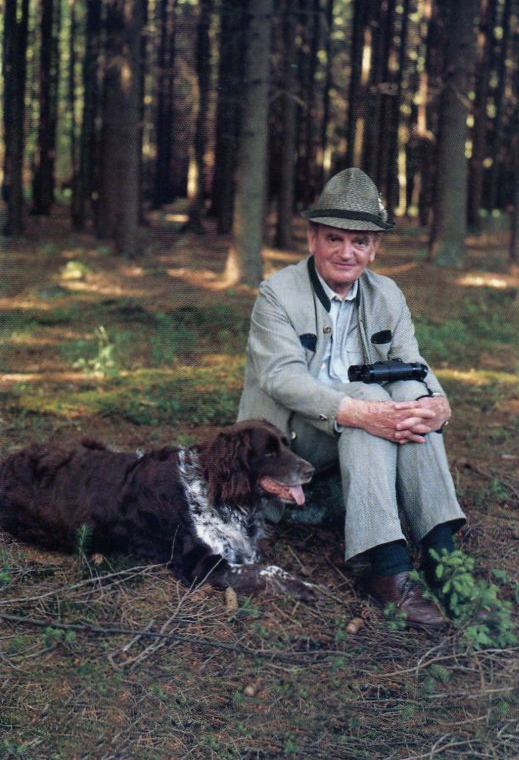
Adalbert Freiherr von Poschinger-Bray

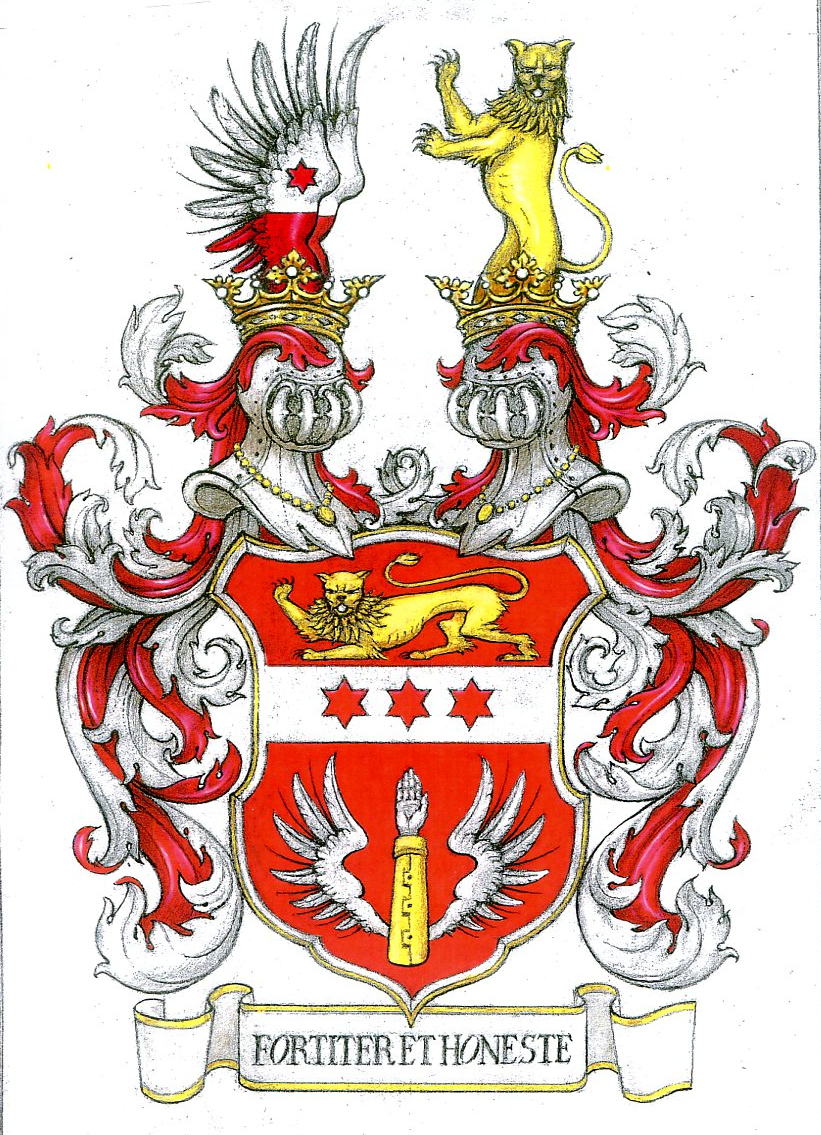
Wappen der Freiherren von Poschinger-Bray

Adalbert Theodor Eduard Georg Benedikt Maria Freiherr von Poschinger-Bray, geborener Freiherr Poschinger von Frauenau (* 28. August 1912 in München; † 29. Juni 2001 in Irlbach), war ein deutscher Unternehmer.

## Leben und Wirken
Er war das vierte Kind des Gutsbesitzers und Reichsrates der Krone Bayern Eduard Freiherr Poschinger von Frauenau und dessen Ehefrau Elisabeth. Mütterlicherseits war er ein Urenkel des bayerischen Ministerpräsidenten Otto Graf von Bray-Steinburg und väterlicherseits entstammte er der Glasmacher-Dynastie Poschinger.
Poschinger-Bray studierte Volkswirtschaftslehre und Rechtswissenschaft an der Ludwig-Maximilians-Universität München, promovierte und heiratete am 29. Dezember 1941 Anna Gräfin von Bray-Steinburg. Aus der Ehe gingen fünf Kinder hervor.
Nach Fronteinsatz und schwerer Verwundung im Zweiten Weltkrieg übernahm er nach dessen Ende die Verantwortung für die Schlossbrauerei und das Gut Irlbach. Von 1954 bis 1962 war er Mitglied des Bezirkstages von Niederbayern. Poschinger-Bray war ebenfalls Mitglied im Aufsichtsrat des Süddeutschen Zuckerrübenverbandes. Er setzte sich für einen höheren Rübenzuckerpreis ein.

## Ehrungen
- 1964 – Bayerischer Verdienstorden
- 1969 – Goldene Johann-Heinrich-von-Thünen-Medaille der Stiftung F. v. S. zu Hamburg[5]
- 1973 – Verdienstkreuz 1. Klasse der Bundesrepublik Deutschland[6]
- 1973 – Verleihung der Henry Cayre Medaille der Französischen Republik
- 1974 – Ritterkreuz des Landwirtschaftlichen Verdienstorden der Französischen Republik
- 1977 – Goldene Staatsmedaille für besondere Verdienst um die Landwirtschaft
- 1977 – Verleihung des Ehrennamens „Rübenbaron“ von den vereinigten Zuckerrübenverbänden
- 1978 – Großes Verdienstkreuz der Bundesrepublik Deutschland[7]
- 1979 – Verleihung der Schönleutner-Medaille der Technischen Universität München
- 1982 – Verleihung der Ehrennadel in Gold des Verbandes der bad.-württ. Zuckerrübenanbauer e. V.
- 1982 – Dr. Dr. Wilhelm Niklas-Medaille vom Bayerischen Staatsministerium für Landwirtschaft und Forsten